# 性愛訓練
性愛訓練（英語：Sexercise）是為了性行為作準備而進行的體能鍛煉，一般是為了構建及強化肌肉。性愛訓練一般會是Sex diet生活的一部份，藉由規律的性生活來增進性生活帶來的好處。性愛訓練一般會和同伴一起進行，不過若為了健康或健身緣故進行的自慰也可以算是性愛訓練。運動可以促進含氧的血液帶著其他有益的化學物質到性器官，這對性交及受孕來說是非常重要的。

## 程序
性愛訓練的內容從凱格爾運動到有氧运动及和循環系統有關的運動。有時也會練習為了一些性交體位的柔身術及肢體靈活性。最常見的是在正常體位時將腳伸開，或是在後背體位中將背拱起。